# American Music Awards 2019
La 47ª edizione degli American Music Award si è tenuta il 24 novembre 2019 nel Microsoft Theater di Los Angeles.
Post Malone è stato l’artista più candidato della serata con 7 candidature, seguito da Ariana Grande e Billie Eilish con sei candidature a testa.
A Taylor Swift è stato assegnato il premio Artista del decennio.

## Cerimonia

### Esibizioni
| Artisti                              | Canzoni |
| ------------------------------------ | --- |
| Selena Gomez                         | Lose You to Love Me Look at Her Now |
| Ciara                                | "Melanin" (con Ester Dean e La La Anthony)                                                                                                |
| Lizzo                                | Jerome |
| Thomas Rhett                         | Look What God Gave Her |
| Shawn Mendes Camila Cabello          | Señorita |
| Kesha                                | Raising Hell (con Big Freedia) Tik Tok |
| Toni Braxton                         | Un-Break My Heart |
| Billie Eilish                        | All the Good Girls Go to Hell |
| Halsey                               | Graveyard |
| Green Day                            | Father of All... Basket Case |
| Camila Cabello                       | Living Proof |
| Jonas Brothers                       | Only Human (in Live dal TD Garden a Boston )                                                                                              |
| Taylor Swift                         | The Man Love Story I Knew You Were Trouble Blank Space Shake It Off (con Halsey e Camila Cabello) Lover (con Misty Copeland e Craig Hall) |
| Christina Aguilera A Great Big World | Fall On Me |
| Post Malone                          | Take What You Want (con Ozzy Osbourne, Travis Scott e Watt)                                                                               |
| Dua Lipa                             | Don't Start Now |
| Shania Twain                         | Rockstar Stressed Out Shake It Off God's Plan You're Still the One Any Man of Mine That Don't Impress Me Much Man! I Feel like a Woman!   |

### Presentatori
- Carole King ha introdotto e presentato l'artista del decennio Taylor Swift.
- Paula Abdul ha introdotto Toni Braxton.
- Carrie Underwood ha introdotto Christina Aguilera e A Great Big World.
- Tyra Banks ha introdotto Lizzo.
- Chadwick Boseman ha presentato artista rock alternativo preferito.
- Kane Brown ha introdotto Thomas Rhett.
- Misty Copeland e Ben Platt hanno annunciato la migliore canzone country.
- Rivers Cuomo e Pete Wentz hanno introdotto Post Malone, Ozzy Osbourne, Watt, e Travis Scott.
- Heidi Klum e Dan Levy hanno presentato il miglior album Pop/Rock.
- David Dobrik e Maddie Hasson hanno introdotto Kesha e Big Freedia.
- Cobie Smulders e Michael Ealy hanno presentato il miglior album country e la miglior cantante country femmina.
- Jamie Lee Curtis e Katherine Langford hanno presentato la miglior collaborazione dell'anno.
- Dan + Shay e Maya Hawke hanno presentato il miglior album Rap/Hip-Hop dell'anno.
- Patrick Schwarzenegger e Jenna Dewan hanno introdotto Halsey.
- Taran Killam e Jameela Jamil hanno presentato il nuovo artista dell'anno.
- Jharrel Jerome e Megan Thee Stallion hanno presentato la miglior canzone Rap/Hip-Hop.
- Regina King ha presentato l'artista dell'anno.
- Billy Porter ha introdotto Camila Cabello.
- Constance Wu ha presentato la miglior canzone Pop/Rock.
- Tyler, the Creator ha introdotto Billie Eilish.
- Billie Eilish ha introdotto i Green day.
- Taran Killam e Jameela Jamil hanno presentato il nuovo artista dell'anno.
- Jharrel Jerome e Megan Thee Stallion hanno presentato la miglior canzone Rap/Hip-Hop.
- Kelsea Ballerini ha introdotto Shania Twain.

## Vincitori e candidati

### Artista dell'anno
- Taylor Swift
- Drake
- Ariana Grande
- Halsey
- Post Malone

### Nuovo artista dell'anno
- Billie Eilish
- Luke Combs
- Lil Nas X
- Lizzo
- Ella Mai

### Collaborazione dell'anno
- Shawn Mendes e Camila Cabello - Señorita
- Lady Gaga e Bradley Cooper - Shallow
- Lil Nas X (featuring Billy Ray Cyrus) - Old Town Road
- Marshmello e Bastille - Happier
- Post Malone e Swae Lee - Sunflower

### Tour dell'anno
- BTS
- Ariana Grande
- Elton John
- Pink
- Ed Sheeran

### Video musicale preferito
- Taylor Swift - You Need to Calm Down
- Billie Eilish - Bad Guy
- Ariana Grande - 7 Rings
- Halsey - Without Me
- Lil Nas X featuring Billy Ray Cyrus - Old Town Road

### Aartista social preferito
- BTS
- Billie Eilish
- EXO
- Ariana Grande
- Shawn Mendes

### Colonna sonora preferita
- Queen - Bohemian Rhapsody
- Lady Gaga e Bradley Cooper - A Star Is Born
- Artisti vari - Spider-Man: Into the Spider-Verse

### Artista pop/rock maschile preferito
- Khalid
- Post Malone
- Drake

### Artista pop/rock femminile preferita
- Taylor Swift
- Billie Eilish
- Ariana Grande

### Duo o gruppo pop/rock preferito
- BTS
- Jonas Brothers
- Panic! at the Disco

### Album pop/rock preferito
- Taylor Swift - Lover
- Billie Eilish - When We All Fall Asleep, Where Do We Go?
- Ariana Grande - Thank U, Next

### Canzone pop/rock preferito
- Halsey - Without Me
- Jonas Brothers - Sucker
- Lil Nas X featuring Billy Ray Cyrus - Old Town Road
- Panic! at the Disco - High Hopes
- Post Malone e Swae Lee - Sunflower

### Artista country maschile preferito
- Kane Brown
- Luke Combs
- Thomas Rhett

### Artista country femminile preferita
- Carrie Underwood
- Kelsea Ballerini
- Maren Morris

### Duo o gruppo country preferito
- Dan + Shay
- Florida Georgia Line
- Old Dominion

### Album country preferito
- Carrie Underwood - Cry Pretty
- Kane Brown - Experiment
- Dan + Shay - Dan + Shay

### Canzone country preferita
- Dan + Shay - Speechless
- Luke Combs - Beautiful Crazy
- Blake Shelton - God's Country

### Artista rap/hip-hop preferito
- Cardi B
- Drake
- Post Malone

### Album rap/hip-hop preferito
- Post Malone - Hollywood's Bleeding
- Meek Mill - Championship
- Travis Scott - Astroworld

### Canzone rap/hip-hop preferita
- Lil Nas X featuring Billy Ray Cyrus - Old Town Road
- Travis Scott - Sicko Mode
- Post Malone - Wow

### Artista soul/R&B maschile preferito
- Bruno Mars
- Khalid
- Chris Brown

### Artista soul/R&B femminile preferita
- Beyoncé
- Ella Mai
- Lizzo

### Album soul/R&B preferito
- Khalid - Free Spirit
- Chris Brown - Indigo
- Ella Mai - Ella Mai

### Canzone soul/R&B preferita
- Khalid - Talk
- Lizzo - Juice
- Ella Mai - Trip

### Artista rock alternativo preferito
- Billie Eilish
- Panic! at the Disco
- Imagine Dragons

### Artista adult contemporary preferito
- Taylor Swift
- Maroon 5
- Pink

### Artista latino preferito
- J Balvin
- Bad Bunny
- Ozuna

### Artista gospel preferito
- Lauren Daigle
- MercyMe
- For King & Country

### Artista EDM preferito
- Marshmello
- Avicii
- The Chainsmokers

### Artista del decennio
- Taylor Swift[3]